# Ekologická zátěž

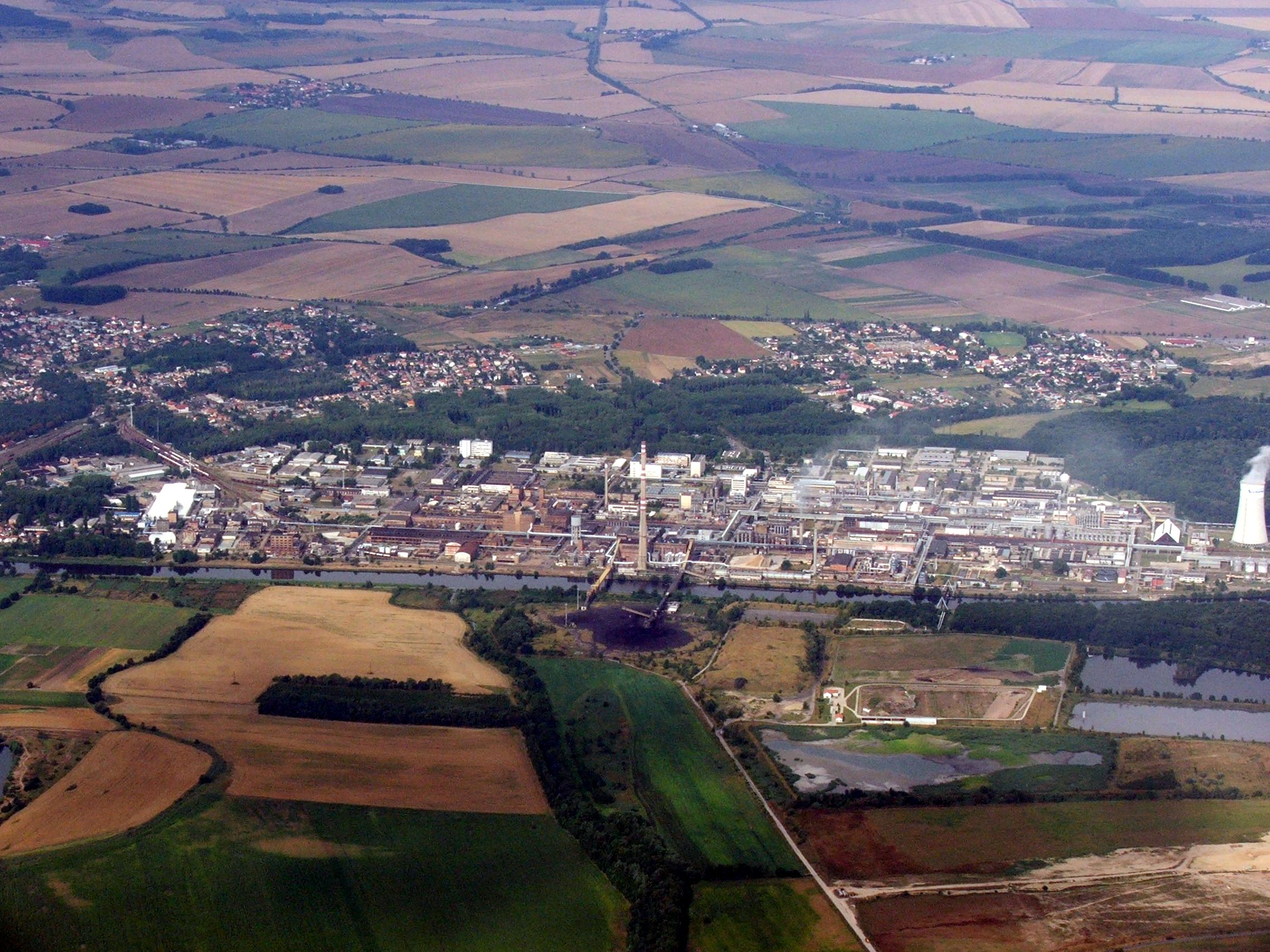
Chemička Spolana Neratovice je jedna z nejznámější ekologických zátěží

Ekologická zátěž je závažná kontaminace horninového prostředí, podzemních nebo povrchových vod, ke které došlo nevhodným nakládáním s nebezpečnými látkami v minulosti (zejména se jedná např. o ropné látky, pesticidy, polychlorované bifenyly, chlorované a aromatické uhlovodíky, těžké kovy apod.)

## Obecně
Stará ekologická zátěž je závažná kontaminace podzemních a povrchových vod, horninového
prostředí a stavebních konstrukcí, která ohrožuje zdraví člověka a složky životního prostředí.

## Definice

### Vlastnictví
Zjištěnou kontaminaci můžeme považovat za starou ekologickou zátěž pouze v případě, že původce kontaminace neexistuje nebo není znám. Kontaminované lokality mohou být rozmanitého charakteru – může se jednat o skládky odpadů, průmyslové a zemědělské areály, drobné provozovny, nezabezpečené sklady nebezpečných látek, bývalé vojenské základny, nebo území postižená těžbou nerostných surovin.

### Lokality
Jako ekologickou zátěž lze považovat každé místo, ze kterého dochází, nebo může dojít trvale, periodicky i občasně k úniku nežádoucích látek do životního prostředí a může rovněž docházet k nepřijatelnému ovlivnění zdravotních, fyzických, psychických, sociálních, genetických,estetických podmínek nebo ke ztížení podmínek ochrany životního prostředí.
Pod pojmem staré ekologické zátěže jsou zahrnuta kontaminovaná místa (podzemní vody, zeminy, skládky, stavební konstrukce apod.) kde byl závadný stav způsoben státními podniky v období před privatizací používáním k životnímu prostředí nešetrných, ale ve většině případů povolených technologií a chemických látek.

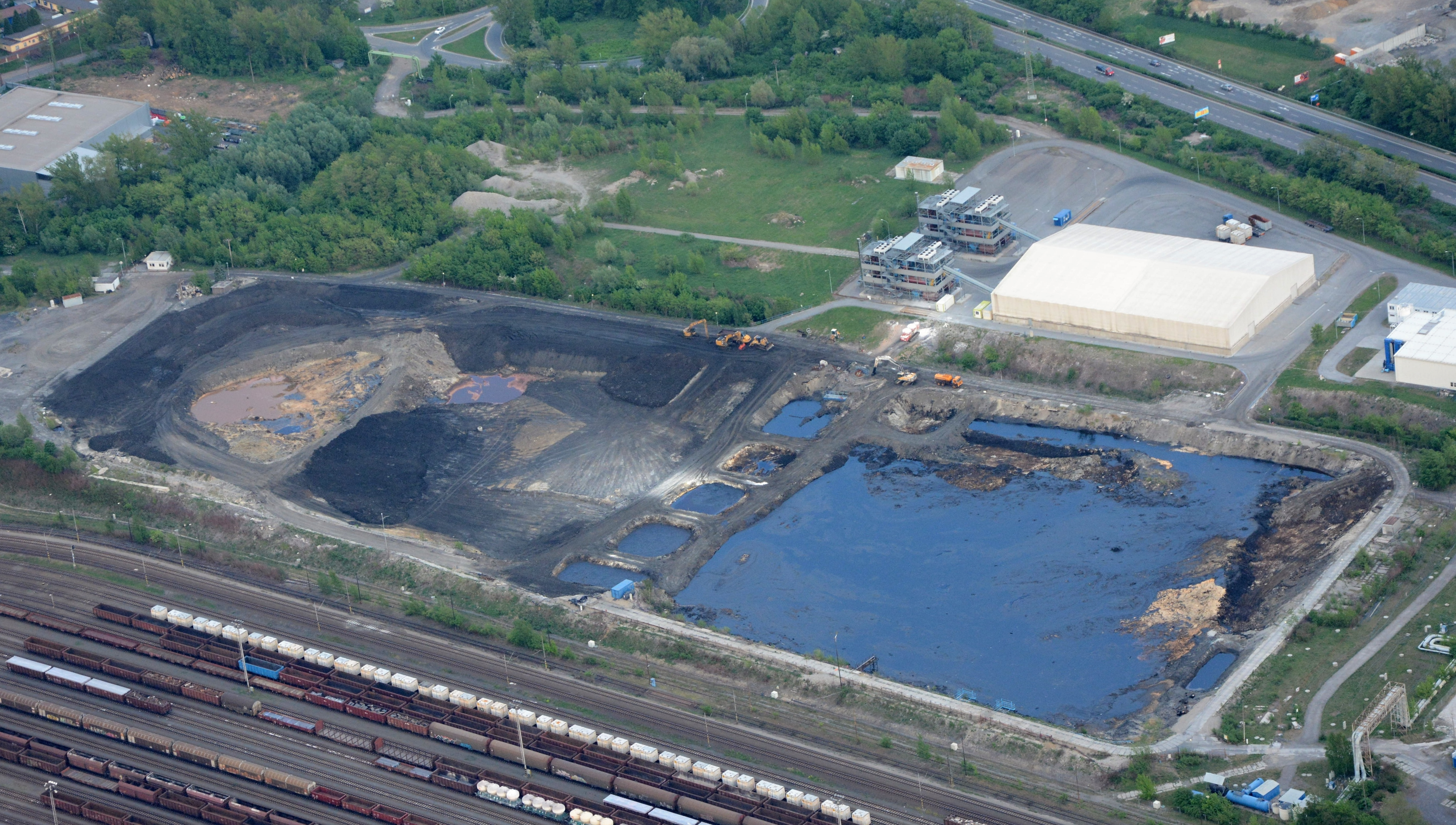
Ropné laguny po bývalé chemičce v Ostravě

## Současný stav v ČR
V současné době[kdy?] je v ČR známo více než 8 900 lokalit se starou ekologickou zátěží. Na více než 4 000 lokalitách již proběhly ověřovací a průzkumné práce. Zhruba 1 000 lokalit je podrobně prozkoumáno, na 746 lokalitách již probíhají sanační práce a na 166 lokalitách byla sanace ukončena.